# رادرفورد (تنسی)
رادرفورد(به انگلیسی: Rutherford) شهری در ایالت تنسی کشور ایالات متحده آمریکا است که جمعیت آن در سرشماری سال ۲۰۱۰ میلادی، ۱٬۱۵۱ نفر بوده‌است.